# Jake Livermore
Jake Cyril Livermore (Enfield, 14 november 1989) is een Engels voetballer die doorgaans centraal op het middenveld speelt. Hij tekende in januari 2017 bij West Bromwich Albion, dat hem overnam van Hull City. Livermore debuteerde in 2012 in het Engels voetbalelftal.

## Clubcarrière
Zonder één wedstrijd in het eerste elftal van Tottenham te hebben gespeeld werd Livermore uitgeleend aan achtereenvolgens Milton Keynes Dons, Crewe Alexandra, Derby County en Peterborough United. Op 20 maart 2010 maakte hij uiteindelijk z'n debuut voor de Spurs tegen Stoke City. Op 23 september 2010 werd hij terug voor vier maanden uitgeleend aan Ipswich Town. Op 24 maart 2012 werd Livermore uitgeleend aan Leeds United, dat via de play-offs promotie naar de Premier League probeerde te behalen. Door de komst van Paulinho en Étienne Capoue tijdens de zomertransferperiode van 2013, besloot Tottenham om Livermore een jaar uit te lenen aan promovendus Hull City. Hij debuteerde op de openingsspeeldag van het seizoen 2013/14 tegen Chelsea. Hij kwam in het veld voor Danny Graham. Op 15 mei 2015 werd officieel bekendgemaakt door Hull City dat Livermore geschorst werd wegens cocaïnegebruik. Het ging om een positieve dopingtest voor de 0-2 gewonnen wedstrijd tegen Crystal Palace op 25 april 2015.

## Interlandcarrière
Livermore maakte op 15 augustus 2012 onder Roy Hodgson zijn debuut in het Engels voetbalelftal, tegen Italië. Die dag debuteerden ook Jack Butland, John Ruddy, Ryan Bertrand en Tom Cleverley. Hij viel in de tweede helft in voor Frank Lampard. Daarna duurde het bijna vijf jaar voor hij in maart 2017 zijn tweede interland speelde.
1 Palmer ·
2 Furlong ·
3 Holgate ·
4 Styles ·
5 Bartley ·
6 Ajayi ·
7 Wallace  ·
8 Molumby ·
9 Maja ·
10 Swift ·
11 Diangana ·
12 Dike ·
14 Heggem ·
17 Diakité ·
18 Grant ·
19 Dobbin ·
20 Račić ·
21 McNair ·
22 Johnston ·
23 Wildsmith ·
24 Frabotta ·
27 Mowatt ·
30 Cann ·
31 Fellows ·
44 Cole ·
Coach: Corberán